# Cylindrolaimus bambus
Cylindrolaimus bambus är en rundmaskart som beskrevs av Andrassy 1968. Cylindrolaimus bambus ingår i släktet Cylindrolaimus och familjen Axonolaimidae. Inga underarter finns listade i Catalogue of Life.